# Valdir Cobalchini
Valdir Vital Cobalchini (São Lourenço do Oeste, 7 de setembro de 1963), mais conhecido como Valdir Cobalchini, é um advogado e político brasileiro, filiado ao Movimento Democrático Brasileiro (MDB). É deputado estadual da 19ª Legislatura de Santa Catarina, cumprindo seu terceiro mandato.

## Biografia
Valdir Cobalchini nasceu em São Lourenço do Oeste, filho de João Cobalchini e Alivia Cobalchini. Formado em Direito pela Universidade do Contestado, é casado com Lívia Cobalchini e pai de três filhos.

### Carreira
Cobalchini iniciou sua carreira política na década de 1980 em Brasília, atuando no gabinete do Senador da República Casildo Maldaner. Em 1988, já em Santa Catarina, foi nomeado Diretor Geral da Secretaria de Estado dos Negócios do Oeste, posto no qual ficou até 1990. Entre 1994 e 1997, atuou como chefe de gabinete do então governador do estado, Paulo Afonso.
Já na década de 2000, assume seu primeiro cargo eletivo, quando substituiu o deputado estadual Moacir Sopelsa em virtude de seu afastamento. No entanto, permanece na Assembleia Legislativa durante apenas um mês, em janeiro de 2003. Após isso, no mesmo ano, assume o cargo de Secretário de Estado do Desenvolvimento Regional de Caçador, no qual permaneceu até 2008.
Enquanto ocupava essa posição, foi eleito suplente para a Assembleia Estadual nas eleições de 2006, vindo a assumir uma cadeira em 2009. Ainda em 2009, foi nomeado Secretário de Estado de Coordenação e Articulação Política (atual Casa Civil), além de presidente dos conselhos de administração da Companhia de Habitação do Estado de Santa Catrina (COHAB) e do Centro de Informática e Automação de Santa Catarina (CIASC), nos quais permaneceu até 2010.
Em 2010, foi eleito deputado estadual pela primeira vez. Durante seu mandato, ocupou os cargos de Secretário de Estado da Infraestrutura e presidente do conselho de administração do Departamento de Transportes e Terminais (DETER). Cobalchini veio a ser reeleito novamente nas duas eleições seguintes, em 2014 e 2018, sendo nas três ocasiões o candidato mais votado de seu partido (MDB). Em seu último mandato, atuou como líder do Governo na Assembleia e também líder da bancada do seu partido, o MDB.
Em 2022 se elegeu como deputado federal por Santa Catarina, com 98.124 votos.